# William Murray (Leichtathlet)
William M. Murray (* 17. April 1882 in Richmond; † 12. November 1977 in Brisbane) war ein australischer Leichtathlet.

## Karriere
William Murray trat bei den Olympischen Sommerspielen 1912 für Australasien, eine kombinierte Delegation von Australien und Australien, im 10.000-Meter-Gehen an. Murray wurde als einer von drei Athleten allerdings disqualifiziert.